# مسجد سموئی
مسجد سموئی مربوط به دوره قاجار است و در شهرستان گناباد، بخش مرکزی، روستای خیبری واقع شده و این اثر در تاریخ ۱۱ دی ۱۳۸۰ با شمارهٔ ثبت ۴۵۸۰ به‌عنوان یکی از آثار ملی ایران به ثبت رسیده است.